# Frédéric Harpagès
Frédéric Harpagès, né le 14 novembre 1966, est un patineur et entraîneur français de patinage artistique. Il a été vice-champion de France en 1987.

## Biographie

### Carrière sportive
Avant de patiner au niveau senior, Frédéric Harpagès a d'abord été champion de France espoir (1978) et vice-champion de France junior à trois reprises (1981, 1982, 1983).
Au niveau senior, il monte trois fois sur le podium des championnats de France (une médaille d'argent en 1987 et deux médailles de bronze en 1986 et 1990). La fédération le sélectionne à deux reprises pour participer aux championnats d'Europe de 1986 à Copenhague et de 1987 à Sarajevo, où il se classe aux deux compétitions à la 10e place. Il n'a jamais participé ni aux championnats du monde ni aux Jeux olympiques d'hiver.
En novembre 1987, sélectionné pour le Trophée Lalique à Paris, il doit déclarer forfait à la suite d'une fracture de la cheville droite. Il restera absent tout le reste de la saison 1987/1988, mais également toute la saison 1988/1989, à la suite d'une seconde fracture de la cheville droite.

### Reconversion
Après avoir quitté le patinage amateur en 1991, il décide de poursuivre une carrière professionnelle dans le milieu du patinage. Il devient entraîneur, alors qu'il a obtenu antérieurement son Brevet d'État d'éducateur sportif 1er degré en 1986, et 2e degré en 1990.
Il occupe successivement les postes suivants:
- D'octobre 1991 à mai 1994, il est entraîneur au Club Olympique Multisports d'Argenteuil (COMA) dans le Val-d'Oise, et sur le Sport étude de Saint-Ouen.
- De septembre 1993 à mai 1994, il est entraîneur au Club des Sports de Glace de Cergy Pontoise dans le Val-d'Oise.
- De septembre 1994 à 2015, il est entraîneur au Club de glace Audonien à Saint-Ouen en Seine-Saint-Denis.
- Entre septembre 1995 et novembre 2001, il est entraîneur au sein du collectif espoirs de la FFSG (Fédération française des sports de glace).

## Palmarès
| Compétition                   | 1983    | 1984    | 1985    | 1986    | 1987    | 1988    | 1989    | 1990    | 1991    |  |  |  |  |  |
| Jeux olympiques d'hiver       |         |         |         |         |         |         |         |         |         |  |  |  |  |  |
| Championnats du monde         |         |         |         |         |         |         |         |         |         |  |  |  |  |  |
| Championnats d'Europe         |         |         |         | 10e     | 10e     |         |         |         |         |  |  |  |  |  |
| Championnats de France        |         | 8e      | 5e      | 3e      | 2e      | F       | F       | 3e      | F       |  |  |  |  |  |
| Championnats du monde juniors | 9e      |         |         |         |         |         |         |         |         |  |  |  |  |  |
|                               |         |         |         |         |         |         |         |         |         |  |  |  |  |  |
| Autres compétitions           | 1982/83 | 1983/84 | 1984/85 | 1985/86 | 1986/87 | 1987/88 | 1988/89 | 1989/90 | 1990/91 |  |  |  |  |  |
| Skate Canada                  |         |         |         | 6e      | 8e      | 8e      |         |         |         |  |  |  |  |  |
| Trophée de France             |         |         |         |         |         | F       |         |         | 8e      |  |  |  |  |  |
| Légende : F = Forfait         |         |         |         |         |         |         |         |         |         |  |  |  |  |  |

## Lien et Source
- (fr) CV de Frédéric Harpagès